# Werner Grunert
Werner Grunert (* 8. Oktober 1920 in Breslau; † 6. März 2020) war ein SPD-Politiker in Baden-Württemberg und Liedermacher.

## Leben
Werner Grunert war gelernter Techniker. Er war Personalmanager der IBM-Deutschland und Ortsvereinsvorsitzender der SPD in Böblingen. In den Jahren 1968 bis 1976 war er Mitglied des Böblinger Stadtrates. Danach war er Kreisvorsitzender der SPD und von 1976 bis 1988 Landtagsabgeordneter der SPD in Baden-Württemberg. Grunert gründete die AG Song Böblingen und war Vorsitzender des Böblinger Theaters „Altes Amtsgericht“. Im Jahr 1980 wurde ihm das Bundesverdienstkreuz am Bande und 2015 die Willy-Brandt-Medaille verliehen.
Ein bekannt gewordener Ausspruch Grunerts lautet: „Es gibt Politiker, die sind zu nichts fähig. Es gibt andere, die sind zu allem fähig.“
Werner Grunert war verheiratet und hatte drei Kinder. Einer seiner Söhne ist der Regisseur Sven Grunert.

## Schriften
- (Hrsg.): Wenn Euch die Bürger fragen … Politische Lieder, Texte und Gedichte. Böblingen 1980.